# Velicico Costin
Velicico Costin (n. ? - d. decembrie 1691) a fost un boier moldovean, fratele cronicarului Miron Costin. 

## Biografie
Velicico Costin era fiul dregătorului Iancu Costin și al Saftei Coarteș, nepoata domnului Miron Barnovschi. A avut mulți frați și surori: Alexandru, Miron, Potomir, Iancu, Vasilache, Marghita, Sîrbca, Tudosica, Elena și Velica. Conform lui Dimitrie Cantemir, în Vita Constantini Cantemyrii, părinții lui Velicico Costin ar fi fost de origine sârbească. Iancu Costin a plecat în 1634 în Polonia, unde a rămas până la moarte, în 1650. El și fiii săi Alexandru, Miron și Potomir au fost înnobilați de către dieta polonă.
Velicico Costin a fost căsătorit de două ori: cu Catrina, fiica marelui vornic Toma Cantacuzino, iar după moartea acesteia cu Anița, fiica marelui vistiernic Toader Palade.
A înaintat pe scara dregătoriilor, de la postelnic (1665–1668) la spătar al doilea (1668–1674), apoi la mare comis (1674–1682, cu întrerupere), mare spătar (1685), hatman (1685–1689). Ultima dregătorie deținută a fost cea de mare vornic al Țării de Sus (1689–1691). În 1685 l-a chemat înapoi în țară pe fratele său Miron, care pribegea în Polonia. 
L-a înfruntat pe domnul Constantin Cantemir, propunând în timpul nunții cumnatului său Ion Palade unui număr de boieri să fugă în Țara Românească. Trădat de Ilie Țifescu-Frige Vacă, a fost executat laolaltă cu fratele său Miron în decembrie 1691, fără judecată. Conform taberei domnești, complotiștii ar fi dorit să îl ucidă pe voievod.